# VFTS 352

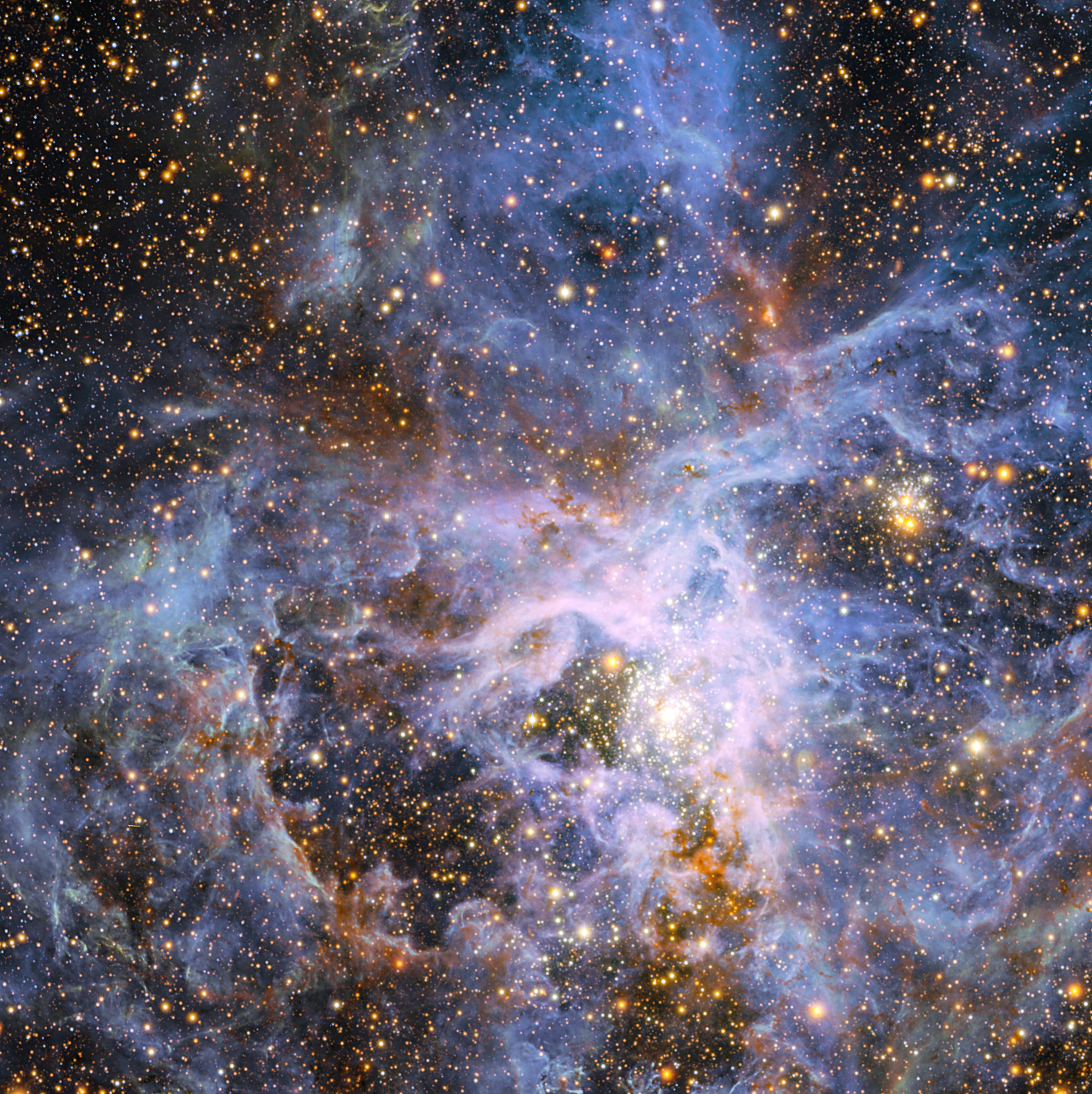
Vùng hình thành sao rất tích cực xung quanh Tinh vân Tarantula trong Đám mây Magellan Lớn, nơi đặt VFTS 352

VFTS 352 là hệ sao nhị phân tiếp xúc 160.000 năm ánh sáng (49.000 pc) đi trong Tinh vân Nhện, một phần của Đám mây Magellan Lớn. Đây là hệ thống quang phổ quá mức lớn nhất và sớm nhất được biết đến.
Việc phát hiện ra hệ thống sao nhị phân loại O này đã sử dụng Kính thiên văn rất lớn của Đài thiên văn Nam châu Âu, và mô tả được công bố vào ngày 13 tháng 10 năm 2015. VFTS 352 bao gồm hai sao có nhiệt độ rất nóng (40.000 °C), các ngôi sao sáng và to có kích thước bằng nhau quay quanh nhau trong ít hơn một ngày. Các ngôi sao rất gần đến mức khí quyển của chúng trùng nhau. Những ngôi sao cực đoan như hai thành phần của VFTS 352 được cho là nhà sản xuất chính của các nguyên tố như oxy.

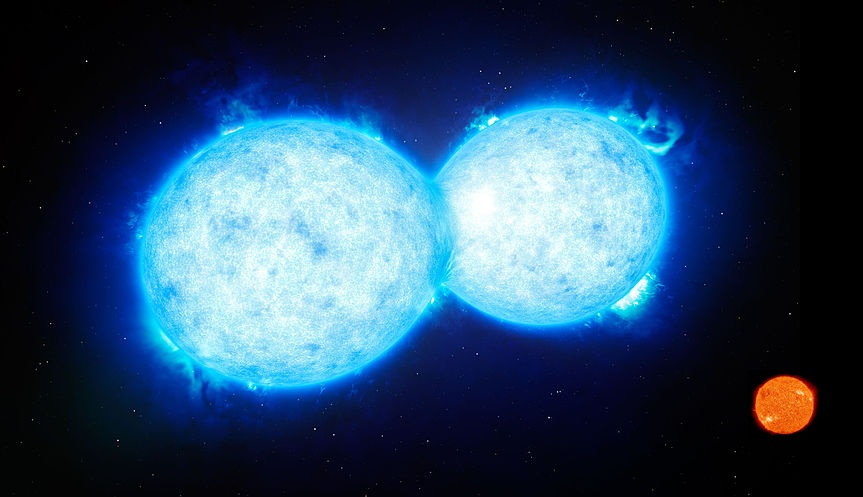
So sánh với Mặt Trời

Tương lai của VFTS 352 là không chắc chắn, và có hai kịch bản có thể xảy ra. Nếu hai ngôi sao hợp nhất, một ngôi sao quay rất nhanh sẽ được tạo ra. Nếu nó tiếp tục quay nhanh, nó có thể kết thúc cuộc đời trong một vụ nổ tia gamma trong thời gian dài. Trong kịch bản giả thuyết thứ hai, các thành phần sẽ kết thúc cuộc sống của chúng trong các vụ nổ siêu tân tinh, tạo thành một hệ thống lỗ đen nhị phân chặt chẽ, do đó là một nguồn sóng hấp dẫn tiềm năng thông qua sáp nhập lỗ đen lỗ đen.

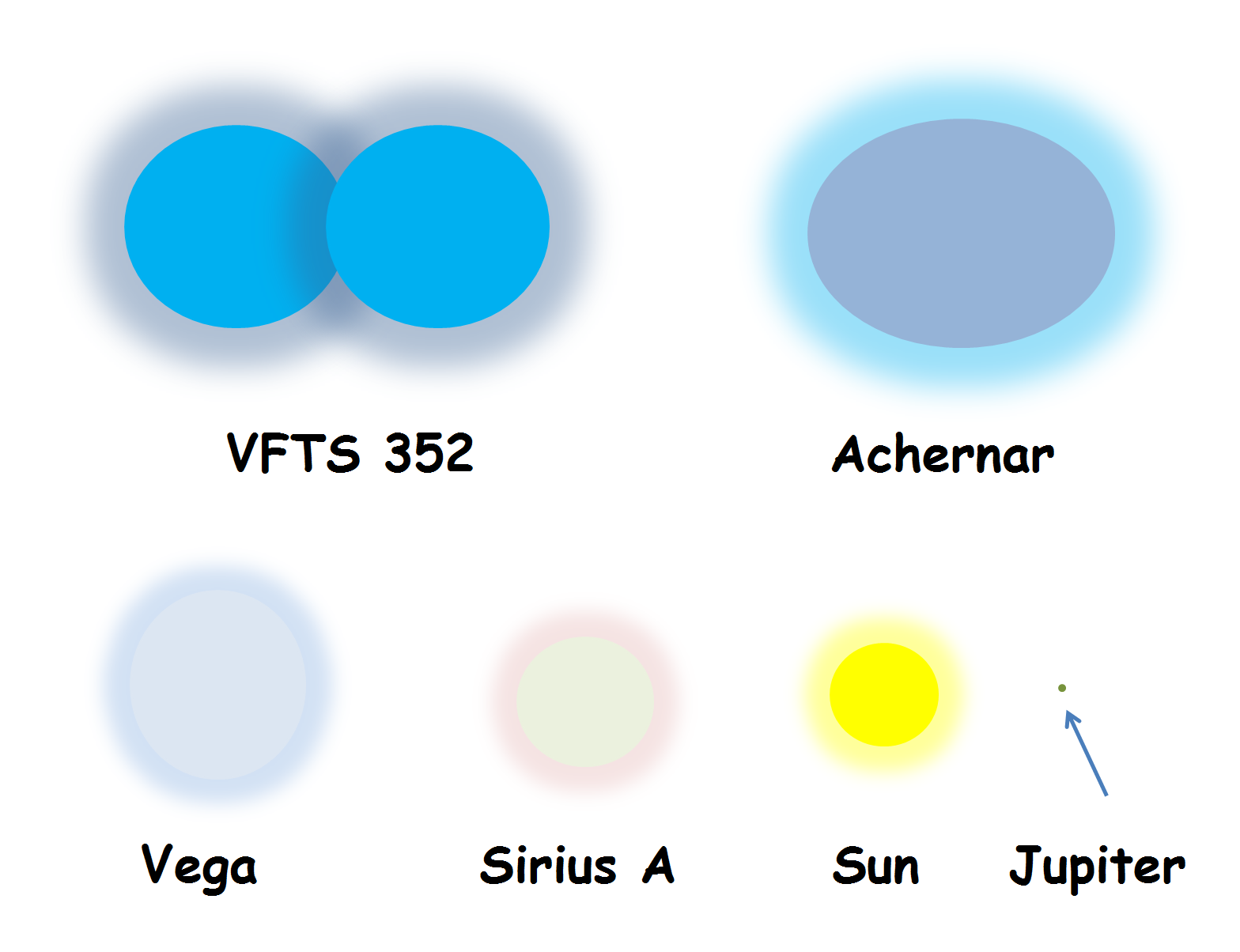
Kích thước của VFTS 352 và một số ngôi sao khác.